# Borsod Volán Stadion
Borsod Volán Stadion – stadion piłkarsko-żużlowy w Miszkolcu, na Węgrzech. Swoje spotkania rozgrywają na nim piłkarze klubu Borsod Volán SE, w przeszłości obiekt służył także żużlowcom drużyny Speedway Miszkolc. Długość toru żużlowego na stadionie wynosi 367 m, jego szerokość na prostych to 10 m, a na łukach 15 m. Od 2013 roku tor żużlowy nie jest używany. W latach 2007 i 2010 rozegrano tutaj finały żużlowego Klubowego Pucharu Europy.